# Parastichopus regalis
Parastichopus regalis е вид морска краставица от семейство Stichopodidae. Видът не е застрашен от изчезване.

## Разпространение и местообитание
Разпространен е в Американски Вирджински острови, Ангуила, Антигуа и Барбуда, Барбадос, Бахамски острови, Британски Вирджински острови, Великобритания, Гваделупа, Гренада, Доминика, Доминиканска република, Ирландия, Испания (Канарски острови), Италия, Мавритания, Мартиника, Мексико, Монсерат, Пуерто Рико, САЩ, Сейнт Винсент и Гренадини, Сейнт Китс и Невис, Сейнт Лусия, Сенегал и Франция.
Обитава крайбрежията и пясъчните дъна на морета и заливи. Среща се на дълбочина от 76 до 597 m, при температура на водата от 14,1 до 14,2 °C и соленост 35,4 ‰.